# Robin Cayzer, 3. Baron Rotherwick

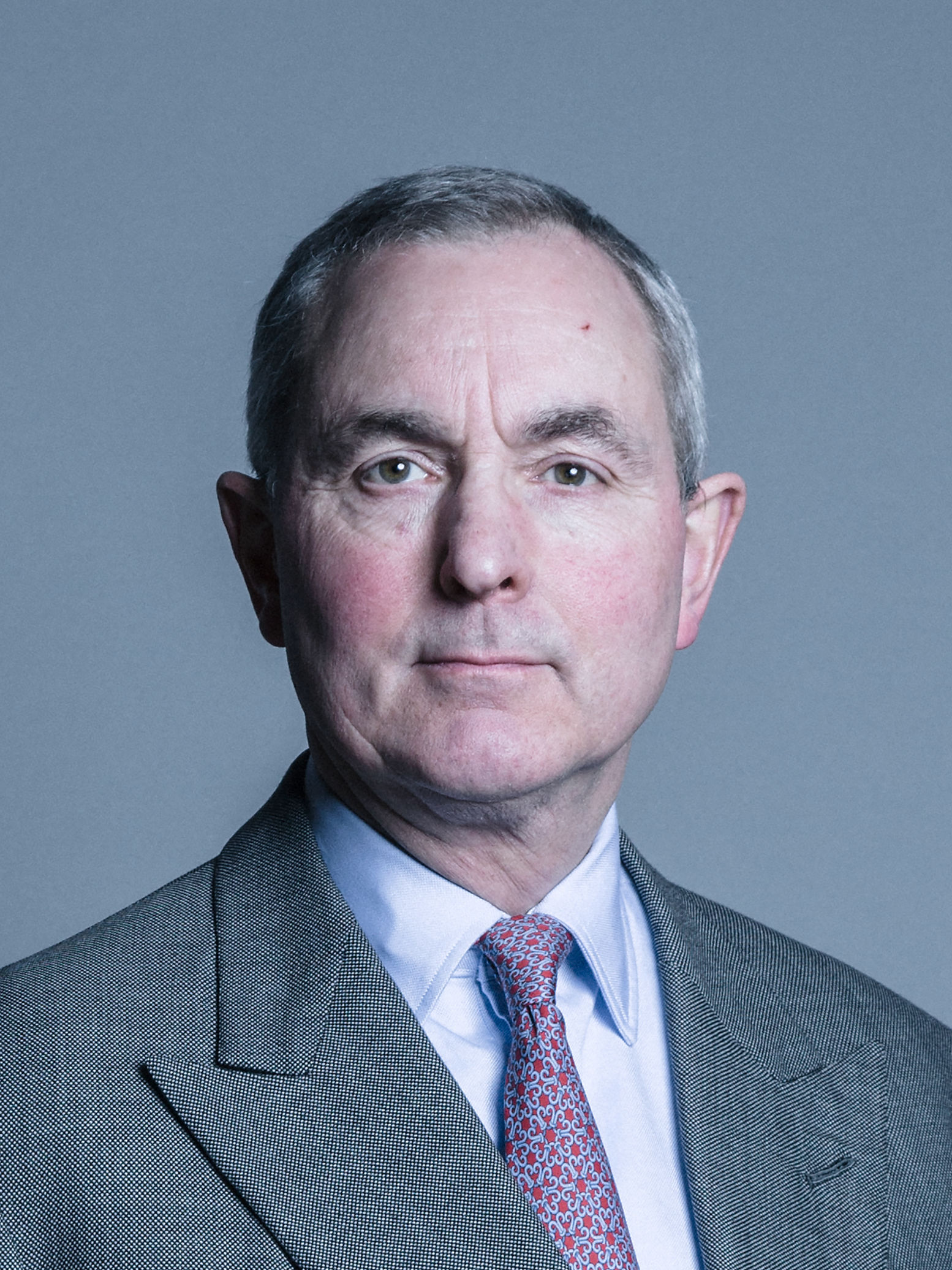
Robin Cayzer, 3. Baron Rotherwick

Herbert Robin Cayzer, 3. Baron Rotherwick (* 12. März 1954) ist ein britischer Unternehmer und Politiker der Conservative Party, der seit 1996 Mitglied des House of Lords ist. Mit der Verabschiedung des House of Lords Act 1999 verlor er zusammen mit allen anderen Erbpeers (Hereditary Peers) den automatischen Sitz im House of Lords. Er wurde jedoch gewählt als einer der 92 gewählten Erbpeers, die nach der Reform im House verblieben.

## Leben
Cayzer ist ein Enkel des Reeders Herbert Cayzer, der zwischen 1918 und 1922 sowie erneut von 1923 bis 1939 als Abgeordneter im House of Commons den Wahlkreis Portsmouth South vertrat und 1924 zunächst Baronet, of Tylney, sowie 1939 schließlich Baron Rotherwick wurde.
Er selbst absolvierte nach dem Besuch der Harrow School eine Ausbildung zum Offizier an der Royal Military Academy Sandhurst und war 1973 Hauptmann der Life Guards. Nach seinem Ausscheiden aus dem aktiven militärischen Dienst war er zwischen 1976 und 1978 zunächst bei der Barings Bank und danach bis 1980 bei British Helicopters tätig. Daneben war er von 1977 bis 1983 Reserveoffizier bei der Household Cavalry und absolvierte daneben ein Studium der Agrarwissenschaften am Royal Agricultural College in Cirencester, das er 1982 mit einem Diplom abschloss.
Cayzer war danach als Landwirt auf seinem eigenen Landgut sowie als Unternehmer tätig und unter anderem Direktor der Unternehmen Cayzer Continuation PCC Ltd sowie Cornbury Estates Company Limited.
Nach dem Tode seines Vaters Herbert Cayzer, 2. Baron Rotherwick wurde er 1996 dessen Nachfolger als Baron Rotherwick und erbte zugleich den nachgeordneten Titel des 3. Baronet sowie die mit der Baronswürde verbundene Mitgliedschaft im Oberhaus. Nach Inkrafttreten des House of Lords Act 1999 wurde er zu einem der Erbpeers (Hereditary Peers) des Oberhauses gewählt. Lord Rotherwick, der zwischen 2000 und 2001 Mitglied des Europarates war, fungierte zwischen 2001 und 2005 als Parlamentarischer Geschäftsführer (Whip) der oppositionellen Fraktion der Tories im House of Lords.
Daneben engagierte er sich in verschiedenen Verbänden und Organisationen der Zivilluftfahrt wie beispielsweise als Präsident des General Aviation Awareness Council (GAAC) und war zwischen 1999 und 2001 auch Vize-Vorsitzender der Popular Flying Association. Darüber hinaus ist Lord Rotherwick seit 2005 Direktor der Light Aviation Association.
Beim Tod seines kinderlosen Großcousins James Arthur Cayzer wurde er 2012 auch dessen Erbe als 6. Baronet, of Gartmore in the County of Perth.